# Адди, Дэвид
Дэвид Нии Адди (англ. David Nii Addy; род. 21 февраля 1990, Прампрам, Большая Аккра) — ганский футболист, защитник. Выступал в сборной Ганы.

## Карьера

### В клубах
Во взрослом футболе Адди дебютировал в 2005 году выступлениями за команду клуба «Олл Старз», в которой провёл два сезона.
В течение 2008—2010 годов защищал цвета команды датского «Раннерса». Своей игрой за последнюю команду привлек внимание представителей тренерского штаба клуба «Порту», к составу которого присоединился в 2010 году. В основну этого клуба он пробиться не смог, играя следующие два сезона в арендах: сначала в «Академике», а затем в греческом «Панетоликосе». За «Порту» Дэвид провёл только один официальный матч: 14 апреля 2010 года отыграл целиком полуфинальную встречу Кубка Португалии против «Риу Аве» (4:0).
По истечении контракта с «Порту» пополнил состав клуба «Витория» из Гимарайнша, с которым выигрывал Кубок Португалии 2012/13.
В сезоне 2014/15 защищал цвета бельгийского клуба «Васланд-Беверен». Позднее играл в чемпионатах Индии, Финляндии, Латвии и Эстонии. С «Ильвесом» стал обладателем Кубка Финляндии 2019 года.

### В сборных
Вместе с молодёжной сборной Ганы в 2009 году стал чемпионом мира и Африки среди игроков не старше 20 лет. На мировом первенстве он был признан одной из звёзд турнира, записав на свой счёт три результативные передачи. С 2008 года привлекается к играм основной сборной страны.

## Достижения
Сборная Ганы
- Чемпион мира (до 20 лет): 2009
- Чемпион Африки (до 20 лет): 2009

«Порту»
- Обладатель Кубка Португалии: 2009/10

«Витория» (Гимарайнш)
- Финалист Суперкубка Португалии: 2013
- Обладатель Кубка Португалии: 2012/13